# Wilhelm von Kotzebue
Wilhelm von Kotzebue (n. 7 martie 1813, Revel, Imperiul Rus – d. 24 octombrie 1887, Revel, Imperiul Rus) a fost un scriitor german și diplomat care a îndeplinit funcția de consul la Iași, secretar al misiunii diplomatice ruse la Karlsruhe, ambasador al Rusiei la Berna și Dresda. A fost fiul lui August von Kotzebue, german din țările baltice, om politic care a trecut în serviciul Rusiei. Wilhelm a fost crescut în Rusia, unde a învățat la Liceul Țarskoe Selo din Petersburg. Wilhelm a venit în Moldova  în anul 1840, probabil în vizită la fratele său Karl von Kotzebue și s-a căsătorit cu Aspasia Cantacuzino, fiica cneazului Gheorghe Cantacuzino, un cunoscut eterist, și a Elenei Gorciacov. El s-a stabilit în Moldova, unde soția lui avea mai multe moșii și unde tot prin soție avea legături familiale cu cea mai mare boierime  a Moldovei. În anul 1857 a tradus în limba germană poezii populare, culese de  Vasile Alecsandri, volum publicat la Berlin cu titlul Rumänische Volkspoesie. Apoi a publicat în 1860, în limba germană, Tablouri și schițe din Moldova (Aus der Moldau. Bilder und Skizzen), care a fost tradusă, mai târziu, în limba română cu titlul Din Moldova. Tablouri și schițe din 1850. A scris și un roman, Lascăr Viorescu, în care povestește viața zbuciumată a unui boier moldovean, care pare a fi fost un membru al familiei Bogdan (Lascăr Bogdan).